# Episodi di Casa Cecilia
La serie televisiva Casa Cecilia si compone di venti episodi trasmessi in tre stagioni tra il 1982 e il 1987.

## Prima stagione (Casa Cecilia)
| nº | Titolo               | Prima TV      |
| -- | -------------------- | ------------- |
| 1  | Un genio in famiglia | 3 marzo 1982  |
| 2  | No, non è la gelosia | 10 marzo 1982 |
| 3  | L'amico della nonna  | 17 marzo 1982 |
| 4  | Il Barone Von...     | 24 marzo 1982 |
| 5  | Cantami, o Diva      | 31 marzo 1982 |
| 6  | Dio mio, sono nonna  | 7 aprile 1982 |

### Un genio in famiglia
Altri interpreti: Pippo Baudo (il presentatore), Franco Graziosi (dottor Finzi), Simone De Sisti (Federico), Franco Citti (commissario Ripetti)

### No, non è la gelosia
Altri interpreti: Nando Gazzolo (dottor Berni), Marta Zoffoli (Sandra), Silvia Monelli (Anna Merlini), Mico Cundari (Umberto Merlini)

### L'amico della nonna
Altri interpreti: Franco Volpi (dottor Rossi), Alida Valli (nonna Susanna), Gérard Landry (Tommy)

### Il Barone Von...
Altri interpreti: Marco Mastantuono (Edoardo Reichmann), Jacques Sernas (signor Reichmann), Victoria Zinny (signora Reichmann)

### Cantami, o Diva
Altri interpreti: Sylva Koscina (Elena Essen)

### Dio mio, sono nonna
Altri interpreti: Isabella Goldmann (Barbara)

## Seconda stagione (Casa Cecilia 2 - Un anno dopo)
| nº | Titolo                         | Prima TV          |
| -- | ------------------------------ | ----------------- |
| 1  | Se le stelle stanno a guardare | 28 settembre 1983 |
| 2  | Un amore per Ugo               | 5 ottobre 1983    |
| 3  | Una strana ragazza             | 12 ottobre 1983   |
| 4  | Tu musica divina               | 19 ottobre 1983   |
| 5  | Di mamme ce n'è due sole       | 26 ottobre 1983   |
| 6  | Gabriele va soldato            | 9 novembre 1983   |
| 7  | Ladri di sottilette            | 16 novembre 1983  |

### Se le stelle stanno a guardare
Altri interpreti: Flavio Bucci, Ofelia Meyer

### Un amore per Ugo
Altri interpreti: Caterina Sylos Labini, Linda Celani

### Una strana ragazza
Altri interpreti: Iris Peynado, Luca Barbareschi, Carlo Monni

### Tu musica divina
Altri interpreti: Antonio Casagrande, Silvia Mocci, Daniele Giarratana

### Di mamme ce n'è due sole
Altri interpreti: Elsa Vazzoler, Giacomo Furia, Francesca Balletta

### Gabriele va soldato
Altri interpreti: Ettore Conti, Franca Tamantini, Eugenio Masciari

### Ladri di sottilette
Altri interpreti: Luciano Salce, Stefania Di Giandomenico, Gianni Garofalo, Carlo Monni

## Terza stagione (Casa Cecilia 3)
| nº | Titolo                                     | Prima TV       |
| -- | ------------------------------------------ | -------------- |
| 1  | Temporale d'estate                         | 29 aprile 1987 |
| 2  | Matrimonio in nero                         | 6 maggio 1987  |
| 3  | Quaggiù qualcuno mi ama                    | 13 maggio 1987 |
| 4  | Le ali della cicogna                       | 20 maggio 1987 |
| 5  | Amore e telematica                         | 27 maggio 1987 |
| 6  | Sotto il vestito un cuore                  | 10 giugno 1987 |
| 7  | Festa per il compleanno della cara Cecilia | 17 giugno 1987 |

### Temporale d'estate
Altri interpreti: Patrizia De Clara, Cristiano Borghi, Franco Fabrizi

### Matrimonio in nero
Altri interpreti: Fabiola Feliciani, Daniele Giarratana, Maurice McGee

### Quaggiù qualcuno mi ama
Altri interpreti: Leonardo Cassio, Marika Ferri, Piero Morgia, Gabriella Giorgelli, Georgia Lepore, Carlo Mucari, Aldo Berti, Carlo Monni

### Le ali della cicogna
Altri interpreti: Franco Volpi, Alida Valli, Liliana Gerace

### Amore e telematica
Altri interpreti: Nina Morillas

### Sotto il vestito un cuore
Altri interpreti: Laura Troschel, Ugo Pagliai

### Festa per il compleanno della cara Cecilia
Altri interpreti: Silvia Monelli, Mico Cundari, Elsa Vazzoler, Francesca Balletta, Nando Gazzolo, Rita Luzia Mathias do Nascimento, Isabella Goldman, Franco Volpi, Alida Valli, Nina Morillas, Daniele Giarratana.